# Heteropsyche aenea
Heteropsyche aenea is een vlinder uit de familie van de Epipyropidae. De wetenschappelijke naam van de soort is voor het eerst geldig gepubliceerd in 1932 door Hering.